# Mount Cumnock
Mount Cumnock är ett berg i Kanada.   Det ligger i provinsen Alberta, i den centrala delen av landet, 3 100 km väster om huvudstaden Ottawa. Toppen på Mount Cumnock är 1 956 meter över havet.
Terrängen runt Mount Cumnock är huvudsakligen kuperad, men åt sydost är den bergig. Trakten runt Mount Cumnock är nära nog obefolkad, med mindre än två invånare per kvadratkilometer.. 
I omgivningarna runt Mount Cumnock växer i huvudsak barrskog.